# سيراس بيت غروسفينور
سيراس بيت غروسفينور (بالإنجليزية: Cyrus Pitt Grosvenor) هو مخترع أمريكي، ولد في 18 أكتوبر 1792 في غرافتون في الولايات المتحدة، وتوفي في 11 فبراير 1879 في ألبيون في الولايات المتحدة.